# Galliskiïta
La galliskiïta és un mineral de la classe dels fosfats. Rep el nom en honor a Miguel Ángel Galliski (n. 1948), mineralogista argentí i especialista en pegmatites.

## Característiques
La galliskiïta és un fosfat de fórmula química Ca₄Al₂(PO₄)₂F₈(H₂O)₅. Va ser aprovada com a espècie vàlida per l'Associació Mineralògica Internacional l'any 2009. Cristal·litza en el sistema triclínic. La seva duresa a l'escala de Mohs és 2,5.
L'exemplar que va servir per a determinar l'espècie, el que es coneix com a material tipus, es troba conservat al Museu d'Història Natural del Comtat de Los Angeles, a Los Angeles (Califòrnia) amb el número de catàleg: 62500.

## Formació i jaciments
Va ser descoberta a l'Argentina, concretament a la pegmatita Gigante, situada al districte de Candelaria, dins el departament de Cruz del Eje (província de Córdoba), on es troba com a cristalls que formen druses de morinita sobre triplita. Sembla evident que la galliskiïta és un mineral hidrotermal en fase final. Aquest lloc és l'únic indret de tot el planeta on ha estat descrita aquesta espècie mineral.